# Puchar UEFA (2003/2004)
Puchar UEFA 2003/2004 (ang. 2003–2004 UEFA Cup) – 33. edycja międzynarodowego klubowego turnieju piłki nożnej Puchar UEFA, zorganizowana przez Unię Europejskich Związków Piłkarskich w terminie 12 sierpnia 2003 – 19 maja 2004. W rozgrywkach zwyciężyła drużyna Valencia CF.

## Runda kwalifikacyjna
| AIK Fotboll – Íþróttafélagið Fylkir 1:0 i 0:0 1 14.08.2003 1:0 Quansah 89 2 28.08.2003 |
| KF Vllaznia – Dundee F.C. 0:2 i 0:4 1 14.08.2003 0:1 Lovell 44, 0:2 Novo 50 2 28.08.2003 0:1 Novo 2, 0:2 Sara 40, 0:3 Rae 50, 0:4 Novo 89 |
| Levadia Maardu – Varteks Varaždin 1:3 i 2:3 1 14.08.2003 0:1 Mimlek 33, 1:1 Rotskov 55, 1:2 Mimlek 66, 1:3 Rezic 72 (mecz w Tallinnie) 2 28.08.2003 0:1 Karic 34, 0:2 Kristic 59, 0:3 Safaric 70, 1:3 Leitan 83, 2:3 Leitan 87                                                                                  |
| Esbjerg fB – Santa Coloma 5:0 i 4:1 1 14.08.2003 1:0 Tommy Løvenkrands 14, 2:0 Tommy Løvenkrands 23, 3:0 Jess Thorup 43, 4:0 Jess Thorup 78, 5:0 Henrik Hansen 83 2 28.08.2003 1:0 Jess Thorup 7, 2:0 Jess Thorup 15, 3:0 Henrik Hansen 30, 3:1 Walker 40, 4:1 Nikolaj Høgh 75 (mecz w Andorra la Vella)        |
| FK Željezničar – Anorthosis Famagusta 1:0 i 3:1 1 14.08.2003 1:0 Gredic 71 2 28.08.2003 1:0 Gredic 9, 2:0 Velis 21, 3:0 Velis 22, 3:1 Zahic 73 |
| Hapoel Tel Awiw – Bananc Erywań 1:1 i 2:1 1 14.08.2003 1:0 Rozen 44, 1:1 Rjan 72 (mecz w Rotterdamie) 2 28.08.2003 1:0 Solchaga 10, 2:0 Ederi 55, 2:1 Amirjan 70 |
| Brøndby IF – Dynama Mińsk 3:0 i 2:0 1 14.08.2003 1:0 Andreas Jakobsson 3, 2:0 Morten Wieghorst 20, 3:0 Ruben Bagger 90 2 28.08.2003 1:0 Martin Retov 29, 2:0 Mattias Jonson 82 |
| Malmö FF – Portadown 4:0 i 2:0 1 14.08.2003 1:0 Mattisson 23, 2:0 Yngversson 29, 3:0 Yngversson 57, 4:0 Nicklas Skoog 78 2 28.08.2003 1:0 Peter Ijeh 60, 2:0 Peter Ijeh 62 |
| Dinamo Bukareszt – Liepājas Metalurgs 5:2 i 1:1 1 14.08.2003 1:0 Danciulescu 19, 2:0 Petre 31, 2:1 Dobrekovs 44k, 2:2 Safranko 59, 3:2 Petre 73, 4:2 Barcauan 76, 5:2 Danciulescu 87 2 28.08.2003 1:0 Zicu 23, 1:1 Kristops 44                                                                                  |
| Valletta FC – Neuchâtel Xamax 0:2 i 0:2 1 12.08.2003 0:1 Griffiths 18, 0:2 Mangane 37 2 28.08.2003 0:1 Griffiths 45, 0:2 Portillo 90 |
| FC Kärnten Klagenfurt – Grindavíkur 2:1 i 1:1 1 14.08.2003 1:0 Schellander 29, 2:0 Kabat 76, 2:1 Floventsson 82 2 28.08.2003 0:1 Jonsson 77, 1:1 Hota 90 |
| Viktoria Žižkov – Żenis Astana 3:0 i 3:1 1 14.08.2003 1:0 Dimbach 55, 2:0 Chihuri 60, 3:0 Nikolanda 90 2 27.08.2003 1:0 Ovarec 28, 2:0 Pikl 28, 3:0 Chihuri 81, 3:1 Kosulin 90 |
| FK Sarajevo – Sartid Smederevo 1:1 i 0:3 1 12.08.2003 0:1 Mirosavljevic 6, 1:1? 85s 2 28.08.2003 0:1 Pantelic 31, 0:1 Zecevic 65, 0:3 Mudrinic 90 |
| APOEL FC – Derry City 2:1 i 3:0 1 14.08.2003 1:0 Kowalczuk 22, 1:1 Beckett 43, 2:1 Okkarides 54 2 28.08.2003 1:0 Malekos 36, 2:0 Charalambides 80, 3:0 Papandreou 90 |
| Liteks Łowecz – Zimbru Kiszyniów 0:0 i 0:2 1 14.08.2003 2 28.08.2003 0:1 Frunza 66, 0:2 Frunza 87k (mecz w Tyraspolu) |
| Nioman Grodno – Steaua Bukareszt 1:1 i 0:0 1 14.08.2003 1:0 Dolja 69, 1:1 Obrica 88 (mecz w Mińsku) 2 28.08.2003 |
| Etzella Ettelbruck – Kamen Ingrad Velika 1:2 i 0:7 1 14.08.2003 1:0 Mischo 23, 1:1 Zekic 30, 1:2 Zekic 50 2 28.08.2003 0:1 Bajsic 33k, 0:2 Popovic 49, 0:3 Popovic 60, 0:4 Lisnic 64, 0:5 Kovac 68, 0:6 Kopunovic 82, 0:7 Kopunovic 87                                                                          |
| Manchester City – Llansantffraid 5:0 i 2:0 1 14.08.2003 1:0 Sinclair 14, 2:0 Phillips 48, 3:0 Jihai 60, 4:0 Sommeil 74, 5:0 Nicolas Anelka 87 2 28.08.2003 1:0 Negouai 43, 2:0 Huckerby 81 (mecz w Cardiff) |
| Molde FK – KÍ Klaksvík 2:0 i 4:0 1 14.08.2003 1:0 Hoseth 34, 2:0 Ljung 36 2 28.08.2003 1:0 Hestad 29, 2:0 Gustafsson 36, 3:0 Stavrum 77, 4:0 Ljung 88 (mecz w Toftir) |
| Odense Boldklub – TVMK Tallinn 1:1 i 3:0 1 14.08.2003 1:0 Mwape Miti 25, 1:1 Jevgni Kurjanov 60 2 28.08.2003 1:0 Søren Berg 69, 2:0 Mwape Miti 82, 3:0 Mwape Miti 85 |
| FK Ventspils – Wisła Płock 1:1 i 2:2 1 13.08.2003 0:1 Gęsior 42, 1:1 Butriks 61 2 28.08.2003 0:1 Jeleń 12, 0:2 Jeleń 41, 1:2 Rimkus 51k, 2:2 Zangariev 68 |
| Myllykosken Pallo-47 – BSC Young Boys 3:2 i 2:2 1 14.08.2003 1:0 Okkonen 3k, 1:1 Leandro 19, 2:1 Manso 25, 2:2 Magnin 66, 3:2 Okkonen 70k 2 28.08.2003 0:1 Sermeter 25, 1:1 Antonio 71, 1:2 Sermeter 77, 2:2 Taipale 86 (mecz w Bazylei)                                                                        |
| FC Vaduz – Dnipro Dniepropetrowsk 0:1 i 0:1 1 14.08.2003 0:1 Rykun 89 2 28.08.2003 0:1 Rykun 75 |
| Coleraine F.C. – União Leiria 2:1 i 0:5 1 14.08.2003 1:0 Gaston 9, 1:1 Manuel 42, 2:1 Hammill 45 2 28.08.2003 0:1 Ludemar 58, 0:2 Edson 73, 0:3 Edson 76, 0:4 Ludemar 79, 0:5 Caico 90 (mecz w Marinha Grande)                                                                                                  |
| Dyskobolia Grodzisk Wielkopolski – Atlantas Kłajpeda 2:0 i 4:1 1 14.08.2003 1:0 Rasiak 37, 2:0 Rasiak 53 2 27.08.2003 1:0 Rasiak 31, 2:0 Krizanac 34, 3:0 Niedzielan 46, 4:0 Niedzielan 64, 4:1 Tarvydas 90 |
| Dinamo Tirana – KSC Lokeren 0:4 i 1:3 1 14.08.2003 0:1 de Beule 17, 0:2 Baldvinsson 42, 0:3 van Hoeylandt 45, 0:4 de Beule 55 2 28.08.2003 0:1 Ahmataj 12, 1:1 Baldvinsson 28, 1:2 Fofana 57, 1:3 Fofana 76 |
| Cwmbran Town – Maccabi Hajfa 0:3 i 0:3 1 14.08.2003 0:1 Tal 9, 0:2 Zanberg 29, 0:3 Lopez 90 2 28.08.2003 0:1 Katan 36, 0:2 Rosso 45, 0:3 Zanberg 61 (mecz w Izmirze) |
| Publikum Celje – Bełasica Strumica 7:2 i 5:0 1 14.08.2003 1:0 Kriznik 7, 2:0 Brulc 11, 3:0 Brulc 21, 4:0 Maletic 35, 5:0 Cadikovski 48, 5:1 Baldovaliev 49, 6:1 Cadikovski 63, 7:1 Robnik 85, 7:2 Baldovaliev 87k 2 28.08.2003 1:0 Budimir 30, 2:0 Kriznik 37, 3:0 Cadikovski 64, 4:0 Kvas 75, 5:0 Platovski 81 |
| Cementarnica Skopje – GKS Katowice 0:0 i 1:1 1 14.08.2003 2 28.08.2003 1:0 Bajramovski 24, 1:1 Kowalczyk 57 |
| Matador Púchov – Sioni Bolnisi 3:0 i 3:0 1 14.08.2003 1:0 Breska 48, 2:0 Pernis 80, 3:0 Breska 90 2 28.08.2003 1:0 Nemec16, 2:0 Nemec 34, 3:0 Gegic 45 |
| FK Crvena zvezda – Nistru Otaci 5:0 i 3:2 1 14.08.2003 1:0 Nikola Zigic 7, 2:0 Nikola Zigic 20, 3:0 Nemanja Vidic 45k, 4:0 Boskovic 46, 5:0 Nikola Zigic 50 2 28.08.2003 1:0 Bogavac 2, 2:0 Krivokapic 9, 2:1 Bursuc 24, 2:2 Bursuc 65, 3:2 Perovic 87 (mecz w Kiszyniowie)                                     |
| Ekranas Poniewież – Debreceni VSC 1:1 i 1:2 (dog) 1 14.08.2003 1:0 Luksys 17, 1:1 Bajzat 74 2 28.08.2003 0:1 Bajzat 41, 1:1 Kavaliauskas 60, 1:2 Bajzat 101 |
| Birkirkara – Ferencvárosi TC 0:5 i 0:1 1 14.08.2003 0:1 Rosa 31, 0:2 Jovic 57, 0:3 Jovic 61, 0:4 Gera 73, 0:5 Rosa 90 2 28.08.2003 0:1 Dragoner 90 |
| FC Haka – Hajduk Split 2:1 i 0:1 1 12.08.2003 0:1 Krpan 2, 1:1 Popovic 13, 2:1 Ristila 43 2 28.08.2003 0:1 Racunica 9 |
| Torpedo Moskwa – FC Domagnano 5:0 i 4:0 1 14.08.2003 1:0 Wełkow 25, 2:0 Szirko 30, 3:0 Osipow 48, 4:0 Szirko 56, 5:0 Zyrianow 87 2 28.08.2003 1:0 Leoncenko 44, 2:0 Samusevas 54, 3:0 Wołkow 56, 4:0 Oper 74 |
| FK Atyrau – Lewski Sofia 1:4 i 0:2 1 14.08.2003 0:1 Czilikow 9, 0:2 Iwanow 14, 0:3 Temchile 21, 0:4 Iwanow 33, 1:4 Agabajew 90 2 28.08.2003 0:1 Iwanow 27, 0:2 Telkijski 69 |
| Olimpija Lublana – Shelbourne FC 1:0 i 3:2 1 14.08.2003 1:0 Begovic 73 2 28.08.2003 1:0 Begovic 9, 1:1 Cahill 14, 2:1 Zlogar 45, 3:1 Kmetec 56, 3:2 Byrne 90 |
| RC Lens – Torpedo Kutaisi 3:0 i 2:0 1 14.08.2003 1:0 Utaka 70, 2:0 Utaka 83, 3:0 Diop 85 2 28.08.2003 1:0 Bakari 35, 2:0 Bakari 41 |
| FC Nordsjælland – Szirak Giumri 4:0 i 2:0 1 14.08.2003 1:0 Dennis Sørensen 11, 2:0 Dennis Sørensen 45, 3:0 Dennis Sørensen 47, 4:0 David Rasmussen 2 28.08.2003 1:0 David Rasmussen 45, 2:0 David Rasmussen 89                                                                                                  |
| Petržalka Bratysława – F91 Dudelange 1:0 i 1:0 1 14.08.2003 1:0 Durica 14 2 28.08.2003 1:0 Durica 80 |
| NSÍ Runavík – Lyn Fotball 1:3 i 0:6 1 14.08.2003 0:1 Sundgot 23, 0:2 Gudmundsson 38, 0:3 Sigurdsson 79, 1:3 Danielsen 84 (mecz w Toftir) 2 28.08.2003 0:1 Hadzimedovic 11, 0:2 Hadzimedovic 31, 0:3 Hadzimedovic 42, 0:4 Hadzimedovic 49, 0:5 Hadzimedovic 50, 0:6 Hadzimedovic 58                              |

## I runda
| AIK Fotboll – Valencia CF 0:1 i 0:1 1 24.09.2003 0:1 Oliveira 64 2 15.10.2003 0:1 Miguel Mista 70 |
| Dinamo Bukareszt – Szachtar Donieck 2:0 i 3:2 1 24.09.2003 1:0 Munteanu 85, 2:0 Zicu 88 2 15.10.2003 0:1 Aghahowa 18, 1:1 Niculescu 27, 1:2 Aghahowa 45, 2:2 Marica 75, 3:2 Danciulescu 97 |
| Maccabi Hajfa – Publikum Celje 2:1 i 2:2 1 24.09.2003 1:0 Walid Badir 8, 2:0 Yaniv Katan 83, 2:1 Kvas 90 (mecz w Izmirze) 2 15.10.2003 0:1 Koren 43, 0:2 Koren 63, 1:2 Tal 64, 2:2 Rosso 81 |
| CSKA Sofia – Torpedo Moskwa 1:1 i 1:1 (dog), karne 2:3 1 24.09.2003 1:0 Dimitrow 18, 1:1 Semszow 77 2 15.10.2003 0:1 Oper 11, 1:1 Dimitrow 90 |
| Dundee F.C. – AC Perugia 1:2 i 0:1 1 24.09.2003 0:1 Di Loreto 49, 1:1 Hernandez 63, 1:2 Fusani 82 2 15.10.2003 0:1 Margiotta 71 |
| Cementarnica Skopje – RC Lens 0:1 i 0:5 1 24.09.2003 0:1 Papa Bouba Diop 90 2 15.10.2003 0:1 Coridon 15, 0:2 Moreira 45, 0:3 Utaka 53, 0:4 Coulibaly 56, 0:5 Bakari 90 |
| Newcastle United – NAC Breda 5:0 i 1:0 1 24.09.2003 1:0 Craig Bellamy 31, 2:0 Craig Bellamy 37, 3:0 Titus Bramble 59, 4:0 Alan Shearer 77, 5:0 Ambrose 85 2 15.10.2003 1:0 Laurent Robert 87 |
| RAA Louviéroise – SL Benfica 1:1 i 0:1 1 24.09.2003 1:0 Odemwingie 14, 1:1 Simao 52 (mecz w Charleroi) 2 15.10.2003 0:1 Feher 58 (mecz w Porto) |
| Panionios GSS – Nordsjælland Farum 2:1 i 1:0 1 24.09.2003 1:0 Smiljanic, 2:0 Majevski 33, 2:1 Baskim Ziberi 68 2 15.10.2003 1:0 Alen Raguel 90 |
| Heart of Midlothian – FK Željezničar 2:0 i 0:0 1 24.09.2003 1:0 de Vries 28, 2:0 Webster 60 2 15.10.2003 |
| Austria Salzburg – Udinese Calcio 0:1 i 2:1 1 24.09.2003 0:1 Dino Fava 36 2 15.10.2003 0:1 Bertotto 15, 1:1 Hassler 62, 2:1 Kahraman 79 |
| Gençlerbirliği SK – Blackburn Rovers 3:1 i 1:1 1 24.09.2003 1:0 Skoko 42, 2:0 Yiula 45, 2:1 Brett Emerton 57, 3:1 Yiula 60 2 15.10.2003 0:1 Jansen 64, 1:1 Özkan 66 |
| Matador Púchov – FC Barcelona 1:1 i 0:8 1 24.09.2003 0:1 Patrick Kluivert 49, 1:1 Jambor 90 (mecz w Trnawie) 2 15.10.2003 0:1 Ronaldinho, 0:2 Ronaldinho, 0:3 Motta 40, 0:4 Ronaldinho 57, 0:5 Luis Enrique 63, 0:6 Saviola 71, 0:7 Luis Enrique 75, 0:8 Saviola 89                                                 |
| Dinamo Zagrzeb – MTK Budapeszt 3:1 i 0:0 1 24.09.2003 0:1 Sandor Torghelle 3, 1:1 Da Silva 38, 2:1 Agic 48, 3:1 Sedloski 56k 2 15.10.2003 |
| Hapoel Ramat Gan – Lewski Sofia 0:1 i 0:4 1 24.09.2003 0:1 Kolew 80 (mecz w Dunajskiej Stredzie) 2 15.10.2003 0:1 Czilikow 23, 0:2 Iwanow 76, 0:3 Simonovic 79, 0:4 Demba Nyren 89 |
| 1. FC Kaiserslautern – FK Teplice 1:2 i 0:1 1 24.09.2003 0:1 Rezek 6, 1:1 Miroslav Klose 57, 1:2 Bencik 64 2 16.10.2003 0:1 Bencik 71 |
| Sartid Smederevo – Slavia Praga 1:2 i 1:2 1 24.09.2003 0:1 Dosek 44, 0:2 Radek Bejbl 45k, 1:2 Kosic 90 2 15.10.2003 0:1 Dostalek 5, 0:2 Adauto 29, 1:2 Mirosavjlevic 47 |
| Villarreal CF – Trabzonspor 0:0 i 3:2 1 24.09.2003 2 15.10.2003 1:0 Anderson 65, 2:0 Mari 65, 2:1 Karadeniz 72, 2:2 Tekke 82, 3:2 Mari 90 |
| Grasshopper Club Zürich – Hajduk Split 1:1 i 0:0 1 24.09.2003 1:0 Petric 10, 1:1 Neretljak 60 2 15.10.2003 |
| Hertha BSC – Dyskobolia Grodzisk Wielkopolski 0:0 i 0:1 1 24.09.2003 2 15.10.2003 0:1 Rasiak 84 |
| Olimpija Lublana – Liverpool F.C. 1:1 i 0:3 1 24.09.2003 1:0 Zlogar 66, 1:1 Michael Owen 78 2 15.10.2003 0:1 Le Tallec 30, 0:2 Emile Heskey 37, 0:3 Harry Kewell 65 |
| Vålerenga Fotball – Grazer AK 0:0 i 1:1 1 24.09.2003 2 15.10.2003 0:1 Ramusch 32, 1:1 Berre 59 |
| Zimbru Kiszyniów – Aris FC 1:1 i 1:2 1 24.09.2003 0:1 Malons 26, 1:1 Balasa 56 2 15.10.2003 1:0 Shishelov 18, 1:1 Koltsidas 44, 1:2 Lazanas 86 |
| Ferencvárosi TC – FC København 1:1 i 1:1 (dog), karne 2:3 1 24.09.2003 0:1 Todi Jónsson 2, 1:1 Attila Kriston 37 2 15.10.2003 1:0 Peter Lipcsei 84, 1:1 Peter Nielsen 90k |
| Varteks Varaždin – Debreceni VSC 1:3 i 2:3 1 24.09.2003 0:1 Sandor 24, 1:1 Jolic 45, 1:2 Kiss 55, 1:3 Dombi 89 2 15.10.2003 1:0 Safaric 26, 1:1 Eger 44, 1:2 Kiss 45, 2:2 Vuckovic 57, 2:3 Habi 74 |
| Hamburger SV – Dnipro Dniepropetrowsk 2:1 i 0:3 1 25.09.2003 0:1 Wenglinski 11, 1:1 Hoogma 49, 2:1 Romeo 81 2 15.10.2003 0:1 Michajlenko 6, 0:2 Rykun 69, 0:3 Wenglinski 79 |
| Girondins Bordeaux – Petržalka Bratysława 2:1 i 1:1 1 25.09.2003 1:0 A. Riera 6, 1:1 Krejci 15, 2:1 Darcheville 36 2 15.10.2003 1:0 Basto 86, 1:1 Krejci 90 |
| AS Roma – Wardar Skopje 4:0 i 1:1 1 24.09.2003 1:0 Dellas 12, 2:0 de Rossi 20, 3:0 John Carew 54, 4:0 Delvecchio 90 2 15.10.2003 0:1 Zaharievski 41, 1:1 Roberto Mancini 63 |
| Manchester City – KSC Lokeren 3:2 i 1:0 1 24.09.2003 1:0 Sibierski 8, 1:1 Zoundi 14, 1:2 Kristinsson 40, 2:2 Robbie Fowler 77, 3:2 Nicolas Anelka 80k 2 15.10.2003 1:0 Nicolas Anelka 19k |
| Spartak Moskwa – Esbjerg fB 2:0 i 1:1 1 24.09.2003 1:0 Aleksander Pawlenko 14, 2:0 Maksym Kałynyczenko 33 2 15.10.2003 1:0 Roman Pawłynczenko 44, 1:1 Lasse Kryger 88 (mecz w Aarhus) |
| Wisła Kraków – NEC Nijmegen 2:1 i 2:1 1 25.09.2003 1:0 Frankowski 29, 2:0 Frankowski 55, 2:1 Wielaert 65 2 15.10.2003 0:1 Zonneweld 33, 1:1 Frankowski 45, 2:1 Frankowski 68 |
| União Leiria – Molde FK 1:0 i 1:3 1 24.09.2003 1:0 Caico 53 (mecz w Marinha Grande) 2 15.10.2003 0:1 Magne Hoseth 35, Berg Hestad 51, 1:2 Maciel 55, 1:3 Magne Hoseth 78k |
| Austria Wiedeń – Borussia Dortmund 1:2 i 0:1 1 24.09.2003 0:1 Addo 38, 1:1 Janocko 39, 1:2 Lars Ricken 68 2 15.10.2003 0:1 Lars Ricken 17 |
| AJ Auxerre – Neuchâtel Xamax 1:0 i 1:0 1 24.09.2003 1:0 Bonaventure Kalou 7 2 15.10.2003 1:0 Lachuer 53 |
| FK Ventspils – Rosenborg BK 1:4 i 0:6 1 24.09.2003 0:1 Johnsen 23, 0:2 Stensaas 32, 0:3 Storflor 40, 0:4 Harald Brattbakk 68, 1:4 Rimkus 82k (mecz w Lipawie) 2 15.10.2003 0:1 Karadas 17, 0:2 Harald Brattbakk 30, 0:3 Hoftun 45, 0:4 Solli 57, 0:5 Harald Brattbakk 90, 0:6 Harald Brattbakk 90                   |
| Gaziantepspor – Hapoel Tel Awiw 1:0 i 0:0 1 24.09.2003 1:0 Ozer 87 2 15.10.2003 (mecz w Rotterdamie) |
| Odense Boldklub – FK Crvena zvezda 2:2 i 3:4 1 24.09.2003 1:0 Mwape Miti 17, 1:1 Nikola Zigic 22, 1:2 Nikola Zigic 64, 2:2 Martin Borre 90 2 15.10.2003 0:1 Nikola Zigic 3, 1:1 Nicolai Stokholm 11, 1:2 Nemanja Vidic 12, 1:3 Bojan Djordjic 26, 2:3 Steffen Højer 39, 3:3 Thomas Lindrup 78, 3:4 Nemanja Vidic 87 |
| Sporting CP – Malmö FF 2:0 i 1:0 1 24.09.2003 1:0 Lourenco 15, 2:0 Liedson 84 2 15.10.2003 1:0 Liedson 49 |
| FC Utrecht – MŠK Žilina 2:0 i 4:0 1 24.09.2003 1:0 van de Haar 44, 2:0 Tanghe 86 2 15.10.2003 1:0 van de Haar 29, 2:0 van de Haar 66, 3:0 Lamey 80, 4:0 de Groot 83 |
| Metałurh Donieck – AC Parma 1:1 i 0:3 1 24.09.2003 1:0 Szyszczenko 44, 1:1 Adriano 67 2 15.10.2003 0:1 Gilardino 44, 0:2 Gilardino 46, 0:3 Marchionni 73 |
| Myllykosken Pallo-47 – FC Sochaux-Montbéliard 0:1 i 0:2 1 24.09.2003 0:1 Diawara 45 2 15.10.2003 0:1 Monsoreau 58, 0:2 Santos 81 |
| Kamen Ingrad Velika – FC Schalke 04 0:0 i 0:1 1 25.09.2003 2 16.10.2003 0:1 Mike Hanke 76 |
| APOEL FC – RCD Mallorca 1:2 i 2:4 1 24.09.2003 0:1 Gonzalez 21, 1:1 Papandreou 46, 1:2 Bruggink 57 2 15.10.2003 1:0 Okkarides 9, 1:1 Etoo 30, 1:2 Etoo 69, 1:3 Etoo 71, 1:4 Correa 89, 2:4 Amantadis 90 |
| Southampton F.C. – Steaua Bukareszt 1:1 i 0:1 1 24.09.2003 0:1 Raducanu 20, 1:1 Phillips 52 2 15.10.2003 0:1 Raducanu 82 |
| Feyenoord – FC Kärnten Klagenfurt 2:1 i 1:0 1 25.09.2003 0:1 Maric 57, 1:1 Kuijt 64, 2:1 Buffel 77 2 16.10.2003 1:0 Buffel 15 |
| PAOK FC – Lyn Fotball 0:1 i 3:0 1 24.09.2003 0:1 Sigurdsson 40 2 15.10.2003 1:0 Yasemakis 52, 2:0 Koutis 55, 3:0 Vokolos 60 |
| Malatyaspor – FC Basel 0:2 i 2:1 (dog) 1 24.09.2003 0:1 Hakan Yakin 15, 0:2 Murad Yakel 76 2 15.10.2003 1:0 Kocak 64, 2:0 Kocak 85, 2:1 Streller 95 |
| Brøndby IF – Viktoria Žižkov 1:0 i 1:0 1 24.09.2003 1:0 Mattias Jonson 65 2 15.10.2003 1:0 Kim Daugaard 88 |

## II runda
| Dinamo Zagrzeb – Dnipro Dniepropetrowsk 0:2 i 1:1 1 06.11.2003 0:1 Wenglinski 8, 0:2 Maksymiuk 84 2 27.11.2003 1:0 Sedloski 62, 1:1 Wenglinski 64 |
| Borussia Dortmund – FC Sochaux-Montbéliard 2:2 i 0:4 1 06.11.2003 0:1 Santos 12, 0:2 Pierre Alain Frau 27, 1:2 Senesie 68, 2:2 Ewerthon 76 2 27.11.2003 0:1 Pierre Alain Frau 6k, 0:2 Santos 67, 0:3 Oruma 76, 0:4 Mathieu 89                          |
| Manchester City – Dyskobolia Grodzisk Wielkopolski 1:1 i 0:0 1 06.11.2003 1:0 Nicolas Anelka 5, 1:1 Mila 65 2 27.11.2003 |
| Panionios GSS – FC Barcelona 0:3 i 0:2 1 06.11.2003 0:1 Luis Garcia 43, 0:2 Patrick Kluivert 46, 0:3 Xavi 90 2 27.11.2003 0:1 Saviola 33, 0:2 Luis Garcia 43                                                                                           |
| SL Benfica – Molde FK 3:1 i 2:0 1 06.11.2003 1:0 Nuno Gomes 18, 2:0 Geovanni 51, 3:0 Nuno Gomes 53, 3:1 Berg Hestad 75 2 27.11.2003 1:0 Tiago 35, 2:0 Tiago 42                                                                                         |
| Slavia Praga – Lewski Sofia 2:2 i 0:0 1 06.11.2003 1:0 Kuka 23, 1:1 Iwanow 77, 1:2 Müller 90s, 2:2 Fort 90 2 27.11.2003 |
| Rosenborg BK – FK Crvena zvezda 0:0 i 1:0 1 29.10.2003 2 27.11.2003 1:0 Harald Brattbakk 52 |
| Valencia CF – Maccabi Hajfa 0:0 i 4:0 1 06.11.2003 2 11.12.2003 1:0 Mista 11, 2:0 Baraja 25, 3:0 Albelda 90, 4:0 Angulo 90 (mecz w Rotterdamie) |
| Spartak Moskwa – Dinamo Bukareszt 4:0 i 1:3 1 06.11.2003 1:0 Mihajlo Pjanović 21, 2:0 Maksym Kałynyczenko 58, 3:0 Mihajlo Pjanović 62, 4:0 Mihajlo Pjanović 73 2 27.11.2003 0:1 Danciulescu 28, 0:2 Iordache 58, 0:3 Danciulescu 73, 1:3 Parfionow 85k |
| Gaziantepspor – RC Lens 3:0 i 3:1 1 06.11.2003 1:0 Devran Ayhan 43, 2:0 Riadh Bouazizi 59, 3:0 Zdrawko Łazarow 65 2 27.11.2003 1:0 Bülent Bölükbasi 40, 2:0 Erhan Namli 55, 2:1 Mehmet Polat 74s, 3:1 Zdrawko Łazarow 85k                              |
| FC Schalke 04 – Brøndby IF 2:1 i 1:2 (dog), karne 1:3 1 06.11.2003 0:1 A.Jakobsson 35, 1:1 Hanke 60, 2:1 Hanke 73 2 27.11.2003 0:1 A.Jakobsson 16k, 1:1 Agali 55, 1:2 M.Jonson 71                                                                      |
| AC Perugia – Aris FC 2:0 i 1:1 1 06.11.2003 1:0 Margiotta 47, 2:0 Margiotta 86 2 27.11.2003 1:0 Margiotta 28, 1:1 N.Papadopoulos 90 |
| FC Utrecht – AJ Auxerre 0:0 i 0:4 1 06.11.2003 2 27.11.2003 0:1 Cisse 21, 0:2 Kapo 28, 0:3 Cisse 48, 0:4 Kalou 57 |
| Steaua Bukareszt – Liverpool F.C. 1:1 i 0:1 1 06.11.2003 0:1 Traore 22, 1:1 Raducanu 68 2 27.11.2003 0:1 Kewell 49 |
| Vålerenga Fotball – Wisła Kraków 0:0 i 0:0 (dog), karne 4:3 1 06.11.2003 2 27.11.2003 |
| PAOK FC – Debreceni VSC 1:1 i 0:0 1 06.11.2003 1:0 Karadimos 8, 1:1 Bajzat 25 2 27.11.2003 |
| FC København – RCD Mallorca 1:2 i 1:1 1 06.11.2003 0:1 Albrechtsen 28s, 1:1 Alvaro Santos 32, 1:2 Nagore 74 2 27.11.2003 0:1 Campano 67, 1:1 Albrechtsen 86                                                                                            |
| Austria Salzburg – AC Parma 0:4 i 0:5 1 06.11.2003 0:1 Filippini 60k, 0:2 Gilardino 65, 0:3 Nakata 84, 0:4 Rosina 87 (mecz w Linzu) 2 27.11.2003 0:1 Carbone 1, 0:2 Carbone 7, 0:3 Filippini 43, 0:4 Sorrentino 47, 0:5 Sorrentino 86                  |
| FC Basel – Newcastle United 2:3 i 0:1 1 06.11.2003 1:0 Cantaluppi 12, 1:1 Robert 14, 2:1 Chipperfield 16, 2:2 Bramble 38, 2:3 Ameobi 76 2 27.11.2003 0:1 Smiljanić 14s                                                                                 |
| AS Roma – Hajduk Split 1:0 i 1:1 1 06.11.2003 1:0 Cassano 90 2 27.11.2003 0:1 Bule 33, 1:1 Cassano 85 |
| Gençlerbirliği SK – Sporting CP 1:1 i 3:0 1 06.11.2003 0:1 Liedson 50, 1:1 Veysel Cihan 55 2 27.11.2003 1:0 Ali Tandogan 45, 1:0 Anderson Polga 45s, 3:0 Veysel Cihan 50                                                                               |
| Villarreal CF – Torpedo Moskwa 2:0 i 0:1 1 06.11.2003 1:0 Riquelme 51, 2:0 Riquelme 68 2 27.11.2003 0:1 Semszow 71 |
| Feyenoord – FK Teplice 0:2 i 1:1 1 06.11.2003 0:1 Dolezal 3, 0:2 Rezek 57 2 27.11.2003 1:0 Snoyl 38, 1:1 Horváth 40k |
| Girondins Bordeaux – Heart of Midlothian 0:1 i 2:0 1 06.11.2003 0:1 de Vries 79 2 27.11.2003 1:0 Riera 8, 2:0 Feindouno 66 |

## III runda
| Brøndby IF – FC Barcelona 0:1 i 1:2 1 26.02.2004 0:1 Ronaldinho 63 2 03.03.2004 0:1 Luis Garcia 31, 0:2 Cocu 43, 1:2 P.Nielsen 84                                                                |
| AC Parma – Gençlerbirliği SK 0:1 i 0:3 1 26.02.2004 0:1 Skoko 59 2 03.03.2004 0:1 Daems 37k, Ferrari 81s, Ali Tandogan 90                                                                        |
| SL Benfica – Rosenborg BK 1:0 i 1:2 1 26.02.2004 1:0 Zahovič 59 2 03.03.2004 0:1 Ø.Berg 7, 0:2 Karadas 15, 1:2 Nuno Gomes 19                                                                     |
| Olympique Marsylia – Dnipro Dniepropetrowsk 1:0 i 0:0 1 26.02.2004 1:0 Drogba 54k 2 03.03.2004                                                                                                   |
| Celtic F.C. – FK Teplice 3:0 i 0:1 1 26.02.2004 1:0 H.Larsson 3, 2:0 Sutton 12, 3:0 H.Larsson 90 2 03.03.2004 0:1 Mašek 35                                                                       |
| AC Perugia – PSV Eindhoven 0:0 i 1:3 1 26.02.2004 2 03.03.2004 0:1 Hofland 22, 0:2 Kežman 43, 0:3 Kežman 48, 1:3 Zé Maria 88                                                                     |
| Dyskobolia Grodzisk Wielkopolski – Girondins Bordeaux 0:1 i 1:4 1 26.02.2004 0:1 Chamakh 90 2 03.03.2004 0:1 Planus 41, 0:2 Chamakh 42, 0:3 Križanac 64s, 0:4 Riera 74k, 1:4 Wieszczycki 90      |
| Valencia CF – Beşiktaş JK 3:2 i 2:0 1 26.02.2004 0:1 Pancu 17, 1:1 Sissoko 25, 1:2 Pancu 39, 2:2 Canobbio 43, 3:2 David Navarro 90 2 03.03.2004 1:0 Angulo 12, 2:0 Juan Sánchez 57               |
| Galatasaray SK – Villarreal CF 2:2 i 0:3 1 26.02.2004 0:1 S.Anderson 7, 0:2 Riquelme 22, 1:2 Murat Erdoğan 26, 2:2 César Prates 52 2 03.03.2004 0:1 S.Anderson 48, 0:2 Roger 52, 0:3 Riquelme 88 |
| Club Brugge – Debreceni VSC 1:0 i 0:0 1 26.02.2004 1:0 Lange 40 2 03.03.2004 |
| FC Sochaux-Montbéliard – Inter Mediolan 2:2 i 0:0 1 26.02.2004 0:1 Vieri 8, 1:1 Frau 59, 1:2 Recoba 61, 2:2 Frau 81 2 03.03.2004                                                                 |
| Liverpool F.C. – Lewski Sofia 2:0 i 4:2 1 26.02.2004 1:0 Gerrard 67, 2:0 Kewell 70 2 03.03.2004 1:0 Gerrard 7, 2:0 Owen 11, 2:1 G.Iwanow 27, 2:2 Simonović 40, 3:2 Hamann 44, 4:2 Hyypiä 67      |
| Spartak Moskwa – RCD Mallorca 0:3 i 1:0 1 26.02.2004 0:1 Eto’o 67, 0:2 Toni González 81, 0:3 Jesús Perera 85 2 03.03.2004 1:0 Samiedow 44                                                        |
| Gaziantepspor – AS Roma 1:0 i 0:2 1 26.02.2004 1:0 Yusuf Simsek 19 2 03.03.2004 0:1 Emerson 23, 0:2 Cassano 43                                                                                   |
| AJ Auxerre – Panathinaikos AO 0:0 i 1:0 1 26.02.2004 2 03.03.2004 1:0 Kalou 71 |
| Vålerenga Fotball – Newcastle United 1:1 i 1:3 1 26.02.2004 0:1 Bellamy 39, 1:1 Normann 54 2 03.03.2004 0:1 Shearer 20, 1:1 Hagen 25, 1:2 Ameobi 47, 1:3 Ameobi 89                               |

## IV runda
| Celtic F.C. – FC Barcelona 1:0 i 0:0 1 11.03.2004 1:0 Alan Thompson 59 2 25.03.2004 |
| Gençlerbirliği SK – Valencia CF 1:0 i 0:2 (dog) 1 11.03.2004 1:0 Filip Daems 12k 2 25.03.2004 0:1 Mista 64, 0:2 Vicente 94 |
| Girondins Bordeaux – Club Brugge 3:1 i 1:0 1 11.03.2004 0:1 Verheyen 58, 1:1 Celades 60, 2:1 Celades 71, 3:1 Riera 87 2 25.03.2004 1:0 Chamakh 84                                                                                                 |
| Newcastle United – RCD Mallorca 4:1 i 3:0 1 11.03.2004 0:1 Fernando Correa 58, 1:1 Craig Bellamy 67, 2:1 Alan Shearer 71, 3:1 Laurent Robert 74, 4:1 Titus Bramble 84 2 25.03.2004 1:0 Alan Shearer 46, 2:0 Craig Bellamy 78, 3:0 Alan Shearer 89 |
| AJ Auxerre – PSV Eindhoven 1:1 i 0:3 1 11.03.2004 1:0 Teemu Tainio 36, 1:1 Theo Lucius 71 2 25.03.2004 0:1 Mateja Kezman 4, 0:2 Mateja Kezman 27, 0:3 Mark van Bommel 73                                                                          |
| SL Benfica – Inter Mediolan 0:0 i 3:4 1 11.03.2004 2 25.03.2004 1:0 Nuno Gomes 36, 1:1 Obafemi Martins 45+1, 1:2 Alvaro Recoba 60, 1:3 Christian Vieri 64, 2:3 Nuno Gomes 67, 2:4 Obafemi Martins 70, 3:4 Tiago 77                                |
| Liverpool F.C. – Olympique Marsylia 1:1 i 1:2 1 11.03.2004 1:0 Milan Baros 55, 1:1 Didier Drogba 78 2 25.03.2004 1:0 Emile Heskey 15, 1:1 Didier Drogba 38k, 1:2 Abdoulaye Meite 58                                                               |
| Villarreal CF – AS Roma 2:0 i 1:2 1 11.03.2004 1:0 Sonny Anderson 28, 2:0 Jose Mari 35 2 25.03.2004 0:1 Emerson 10, 0:2 Antonio Cassano 50, 1:2 Sonny Anderson 66                                                                                 |

## 1/4 finału
| Girondins Bordeaux – Valencia CF 1:2 i 1:2 1 08.04.2004 1:0 Albert Riera 19, 1:1 Ruben Baraja 75, 1:2 Francisco Rufete 87 2 14.04.2004 0:1 Mauricio Pellegrino 52, 0:2 Francisco Rufete 60, 1:2 Eduardo Costa 71 |
| Olympique Marsylia – Inter Mediolan 1:0 i 1:0 1 08.04.2004 1:0 Didier Drogba 46 2 14.04.2004 1:0 Camel Meriem 74                                                                                                 |
| Celtic F.C. – Villarreal CF 1:1 i 0:2 1 08.04.2004 0:1 Josico 9, 1:1 Henrik Larsson 64 2 14.04.2004 0:1 Sonny Anderson 6, 0:2 Roger Garcia 68                                                                    |
| PSV Eindhoven – Newcastle United 1:1 i 1:2 1 08.04.2004 1:0 Mateja Kezman 15, 1:1 Jermaine Jenas 45+4 2 14.04.2004 0:1 Alan Shearer 9, 1:1 Mateja Kezman 52k, 1:2 Gary Speed 66                                  |

## 1/2 finału
| Newcastle United – Olympique Marsylia 0:0 i 0:2 1 22.04.2004 2 06.05.2004 0:1 Didier Drogba 18, 0:2 Didier Drogba 82 |
| Villarreal CF – Valencia CF 0:0 i 0:1 1 22.04.2004 2 06.05.2004 0:1 Mista 16k                                        |

## Finał
| 19 maja 2004 Göteborg Nya Ullevi (43 000) Valencia CF – Olympique Marsylia 2:0 (1:0) Sędzia: Pierluigi Collina (Włochy) Bramki: 1:0 Vicente 45+3k, 2:0 Mista 58 Czerwone kartki: – / Fabien Barthez 45 Żółte kartki: Amedeo Carboni, Vicente / Didier Drogba, Steve Marlet Valencia Club de Fútbol (trener Rafael Benítez): Santiago Cañizares – Curro Torres, Roberto Ayala, Carlos Marchena (84 Mauricio Pellegrino), Amedeo Carboni, Francisco Rufete (64 Pablo Aimar), David Albelda, Ruben Baraja, Vicente, Miguel Angel Angulo (82 Mohamed Sissoko), Mista Olympique de Marseille (trener José Anigo): Fabien Barthez – Demetrius Ferreira, Habib Beye, Brahim Hemdani, Abdoulaye Meite, Manuel dos Santos, Steve Marlet, Mathieu Flamini (71 Laurent Battles), Sylvain N’Diaye (84 Fabio Celestini), Camel Meriem (45+1 Jeremy Gavanon), Didier Drogba |